# Estado Delta Amacuro
Delta Amacuro es uno de los veintitrés Estados que, junto con el Distrito Capital y las Dependencias Federales, forman la República Bolivariana de Venezuela. Su capital es Tucupita. Está  ubicado en la región Guayana. Con 40 200 km², es el séptimo más extenso —por detrás de Bolívar, Amazonas, Apure, Guárico, Zulia y Anzoátegui— y con 4,65 hab/km², el segundo menos densamente poblado, por detrás de Amazonas.
Posee 4 municipios autónomos y 20 parroquias civiles. Sus principales ciudades son: Tucupita, Sierra Imataca, Pedernales y Curiapo.

## Historia

### Pre-colonia
Partiendo de teorías, evidencia antropológica y tradición oral, los antecedentes de actividad humana dentro de dicho territorio datan de la época de los primeros desplazamientos a través de América; grupos procedentes de la vertiente oriental de los Andes Peruanos se introdujeron en el Bajo Orinoco, son denominados Kotoch; desarrollaron conocimientos de alfarería de los cuales se guardan reminiscencias formales y técnicas en cerámica y horticultura.
Con el tiempo otros grupos se establecieron en su superficie, la Tradición oral destaca entre ellos los Barrancas, quienes a través del cultivo de la yuca amarga alcanzaron un notable desarrollo económico y estructuración social, incluso con excedentes agrícolas que pudieron haber estimulado algún tipo de comercio a través del monopolio de su producción. La expansión de ésta y otras tribus podría datar de comienzos del primer milenio, alcanzando la costa nororiental, gran parte del litoral central y Antillas Menores para el término de este.
Las evidencias arqueológicas más recientes de actividad humana precolombina son atribuidas a la Etnia Warao, según historias documentadas verbalmente; sus miembros se acoplaron como desertores de otras tribus hostiles, siendo desplazados probablemente desde el norte de Brasil o la Sabana Oriental. Actualmente algunos pobladores del estado siguen identificándose como parte de esta tribu y son un grupo legalmente reconocido dentro de su demografía. Originalmente fueron pescadores, cazadores y recolectores, posteriormente pasaron a ser agricultores con la introducción del Ocumo chino desde la isla de Trinidad y de Guyana.

### Colonia, exploración y ocupación
Su primer reconocimiento fue por Alonso de Ojeda, en 1499 documenta la desembocadura del río Orinoco. Vicente Yáñez Pinzón en 1500 descubre el Delta y Diego de Ordaz comendador de la orden de Santiago, capitán de Hernán Cortés, en 1532 remontó el Orinoco hasta la confluencia con el río Meta.
La primera expedición naval documentada de esta región ocurrió en junio de 1531 (38 años luego del Descubrimiento de América) por Diego de Ordaz, quien decidió explorar el Orinoco con varios barcos. Antonio Berrío penetró en la región en la década de 1580. A partir de 1598, Fernando de Berrío, hijo de Antonio Berrío, exploró la región en su búsqueda de El Dorado. Luego, Walter Raleigh exploró el área en 1594, 1595 y finalmente en su última expedición, en 1616.
El Delta como región formó parte de Nueva Andalucía a partir de 1568. Era el punto de entrada de los barcos al Orinoco.
La primera misión religiosa, fue la orden Jesuita la cual se fundó en 1682. De dicha orden el padre Gumilla se dedica entre otras cosas, a documentar en detalle la cultura Warao a partir de 1791. Durante este siglo varios gobernantes tanto españoles como ingleses (de Trinidad) intentaron acoplar a los Warao y estructurarlos en poblaciones, lo cual produjo su deserción hacia los territorios de Surinam.

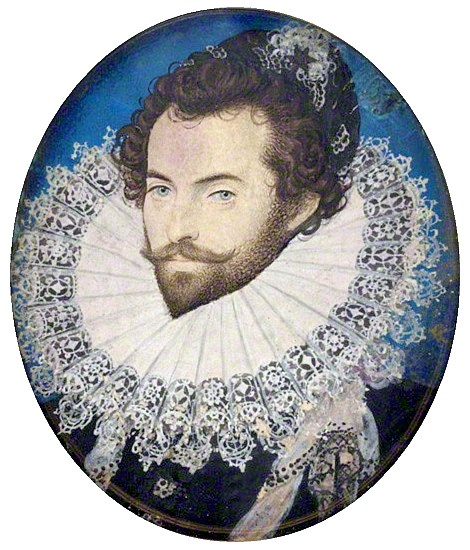
El pirata Walter Raleigh exploró la región en tres oportunidades

Raleigh se refirió a los tivativa como los habitantes de esa región. Dijo que se dividían en dos tribus, los Ciawani y los Waraweete. 
Raleigh escribió: nunca comen nada que se siembre o cultive, y como en sus casas no plantan ni crían nada, cuando van a otros sitios rechazan comer cualquier cosa que no sea provista por la naturaleza sin labor. Usan el tope de los árboles palmitos como pan; y matan venados, peces y puercos para complementar su alimentación. También tienen muchos tipos de frutas que crecen en los bosques y gran cantidad de pájaros y aves.
Alexander von Humboldt documentó en sus Viajes a las Regiones Equinocciales, que los waraos eran los únicos indígenas que aún se mantenían fuera del control de la Colonia. Mencionaba que para el 1799 algunos calculaban su población en 6000-7000 personas, aunque él consideraba que debían de ser menos. Humboldt decía que los guaiqueríes consideraban que su idioma estaba emparentado con el warao.

### Independencia
Al momento de la independencia de Venezuela, el Delta pasó a formar parte de la provincia de Guayana.

### SigloXIX

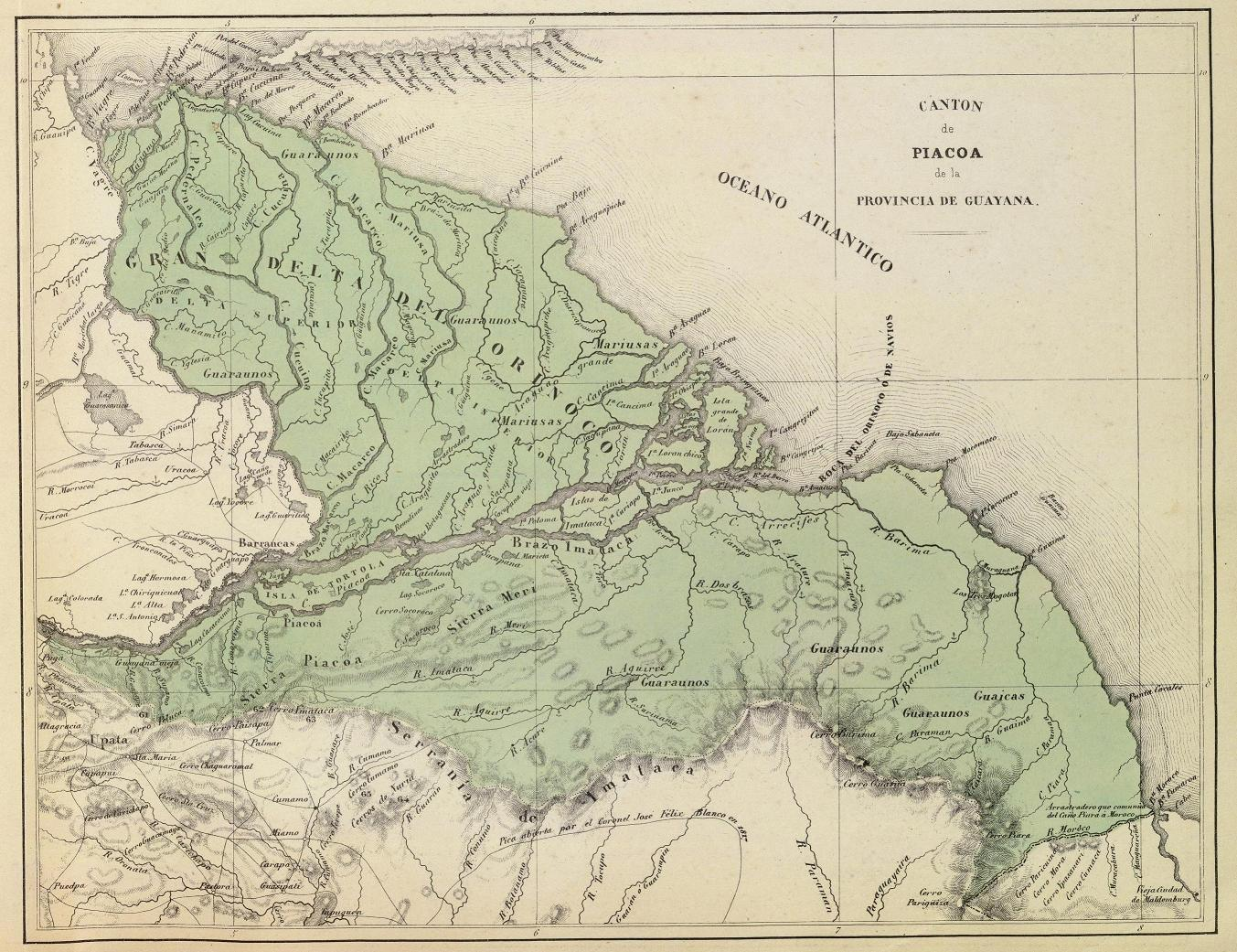
Delta Amacuro en 1840: cantón Piacoa, parte de la Provincia de Guayana.

El asentamiento de pobladores no indígenas comenzó a partir de 1848 cuando Julián Flores, Juan Millán, Tomás Rodríguez, Regino Suiva y otros fundan el poblado Cuarenta y Ocho que es antecesor de la actual Tucupita. Luego continuaron estableciéndose agricultores y comerciantes procedentes en su mayoría de la isla de Margarita y de los estados Sucre y Monagas.
Antes de 1884, esta región era parte del Departamento Zea, dentro del Estado Guayana el cual fue segregado en 1884.
El 27 de febrero de 1884 se establece constitucionalmente la delimitación del Territorio Federal Delta con una superficie de 63 667 km²; formado por los distritos Manoa y Guzmán Blanco, siendo Pedernales su capital. 
El 21 de octubre de 1893 la entidad desaparece del mapa federal, luego de ser anexado al estado Bolívar durante tensiones internacionales con Reino Unido sobre la superficie del Delta reclamada por la Guyana Británica.
El 3 de octubre de 1899 mediante el Laudo Arbitral de París y la representación de Estados Unidos basada en la Doctrina Monroe, el gobierno de Ignacio Andrade pierde ante al Reino Unido 23 467 km² de esta región, siendo anexada a la Guyana Británica.

### SigloXX
El 26 de abril de 1901 se restituye con el nombre de Territorio Federal Delta Amacuro, compuesto por los distritos Barima y Tucupita. Después de este año su división política varió de distritos y departamentos a municipios. Su capital fue trasladada a Tucupita, ciudad antes conocida como Cuarenta y Ocho.
Durante esta época múltiples órdenes religiosas de afinidad Católica, se abrieron paso en la región. En 1925 una nueva orden religiosa católica, llamada Capuchinos del Caroní, —cuya Misión en ese momento incluía el Territorio Delta Amacuro— funda la primera de las actuales misiones, La Divina Pastora de Araguaimujo, en la margen derecha del caño Araguaimujo, cerca del caño Aragua, en el medio del Delta. El misionero católico Barral se estableció en la zona en la década de 1930 y estableció una misión en Guayo. En las siguientes décadas recolectó información sobre el idioma warao y publicó un diccionario español-warao.
A partir de 1932, otros misioneros fundaron nuevas misiones en San José de Tucupita, San Francisco de Guayo, Nabasanuka y Ajotejana. 
En 1940 se promulga la Ley Orgánica del Territorio Federal Delta Amacuro, que lo dividió en los departamentos Tucupita, Pedernales y Antonio Díaz.
Según Gaceta Oficial Extraordinaria N.º 4.295 del 3 de agosto de 1991 se promulga la Ley Especial que le da al Territorio la calidad de Estado, con la misma división político-territorial anterior.
El 25 de enero de 1995, la Asamblea Legislativa del Estado dictó su segunda Ley de División Político Territorial, con los 4 municipios actuales; además anexa al estado los caseríos Nuevo Mundo, Platanal, El Triunfo y el Triunfito, antes bajo la jurisdicción del Estado Bolívar.

### Poesía romántica
“Estamos hablando de un delta, el “Delta del río Orinoco”, 40 200 kilómetros cuadrados de agua, manglares, palmas, barrancos, caseríos, gentes y silencios selváticos apenas rotos, durante el día por el cantar de los pájaros más exóticos que la memoria pueda recordar; y también durante el día, o en las noches profundas, por el unísono grito de los araguatos y del jaguar”. Humberto Mata.
“Desde la entrada misma de la Tierra de Gracia fluye un río. Las aguas de las altas montañas andinas, de los vastos llanos, de la selva densa corren a él hasta convertirlo en un mar dulce que por un laberinto de caños vierte sus aguas leonadas en el océano. Por mucho tiempo se le va a conocer como el Uyapari, nombre que daban los indios al más robusto de sus caños. Los Tamanaco lo llamaron Orinoco, que quiere decir “Serpiente Enroscada”. Isaac J. Pardo. Uyapari llamaban los indios al caño que luego llamaron Manamo.

## Ciudades
Delta Amacuro es la tercera entidad Federal de Venezuela más despoblada sólo detrás de Amazonas y las Dependencias Federales, actualmente su ciudad más poblada es Tucupita.
También en Delta Amacuro se pueden encontrar pueblos como Pedernales, Sierra Imataca, Curiapo etc, y sus ciudades más importantes son Tucupita, El Triunfo y la localidad de Paloma en el Municipio Tucupita, su ciudad más pequeña es Curiapo.

## Geografía

### Límites
Limitando al norte y este con el Océano Atlántico, al oeste y sur con algunos estados y a nivel internacional con Trinidad y Tobago y Guyana.
| Noroeste: Sucre (Golfo de Paria)               | Norte: Trinidad y Tobago (Canal de Colón) | Nordeste: Trinidad y Tobago (Océano Atlántico)                              |
| Oeste: Monagas (Ríos Morichal Largo y Orinoco) |                                           | Este: Trinidad y Tobago (Océano Atlántico)                                  |
| Suroeste: Bolívar                              | Sur: Bolívar                              | Sureste: Región de Barima-Waini ( Guyana) (En reclamación Guayana Esequiba) |

El estado Delta Amacuro posee 40 200 kilómetros de extensión lo que representa poco más del 4,6% del territorio nacional de Venezuela, sumado a esto, le corresponde la parte norte del Esequibo reclamado a Guyana. Tiene importancia estratégica por ser uno de los pocos territorios venezolanos con acceso directo al Océano Atlántico (la mayor parte de la Costa venezolana está conformada por aguas en el Mar Caribe o Mar de las Antillas).
La región está ubicada en el extremo este de Venezuela siendo su principal característica geografía el Delta del Río Orinoco (el más importante y largo de Venezuela) con 18 810 km2 y la llamada Serrania del Imataca que tiene 21 390 km2 y se extiende incluso a los estados vecinos Bolívar y Monagas.
Se pueden reconocer cuatro tipos de formaciones vegetales: bosque, sobre todo de manglar y con más importancia en la reserva forestal del Imataca; selva, sobre todo en el centro del estado; sabana, principalmente en el oeste de la región; y estuario, en la parte oriental que da hacia el Océano Atlántico.
El estado tiene su punto más alto en el llamado Monte Indira con 687 m s. n. m. que contrasta con su punto más bajo en el sector de Casacoima con -48 m s. n. m.

## Demografía

### Evolución demográfica
f
| POBLACIÓN HISTÓRICA DEL ESTADO DELTA AMACURO                 | POBLACIÓN HISTÓRICA DEL ESTADO DELTA AMACURO | POBLACIÓN HISTÓRICA DEL ESTADO DELTA AMACURO | POBLACIÓN HISTÓRICA DEL ESTADO DELTA AMACURO | POBLACIÓN HISTÓRICA DEL ESTADO DELTA AMACURO |
| N.º                                                          | Año                                          | Habitantes                                   | Crecimiento Intercensal                      | Censos de Población o Estimaciones           |
| ------------------------------------------------------------ | -------------------------------------------- | -------------------------------------------- | -------------------------------------------- | -------------------------------------------- |
| SIGLO XIX                                                    |                                              |                                              |                                              |                                              |
| 1.º                                                          | 1873                                         | 5 766                                        | Sin cambios                                  | Censo venezolano de 1873                     |
| 2º                                                           | 1881                                         | 9 938                                        | + 72,4 %                                     | Censo venezolano de 1881                     |
| 3.º                                                          | 1891                                         | 7 377                                        | - 25,8 %                                     | Censo venezolano de 1891                     |
| SIGLO XX                                                     |                                              |                                              |                                              |                                              |
| 4.º                                                          | 1920                                         | 12 262                                       | + 66,2 %                                     | Censo venezolano de 1920                     |
| 5.º                                                          | 1926                                         | 15 230                                       | + 24,2 %                                     | Censo venezolano de 1926                     |
| 6.º                                                          | 1936                                         | 19 903                                       | + 30,7 %                                     | Censo venezolano de 1936                     |
| 7.º                                                          | 1941                                         | 28 165                                       | + 41,5 %                                     | Censo venezolano de 1941                     |
| 8.º                                                          | 1950                                         | 33 648                                       | + 19,5 %                                     | Censo venezolano de 1950                     |
| 9.º                                                          | 1961                                         | 33 979                                       | + 1,0 %                                      | Censo venezolano de 1961                     |
| 10.º                                                         | 1971'                                        | 48 139                                       | + 41,7 %                                     | Censo venezolano de 1971                     |
| 11.º                                                         | 1981                                         | 56 720                                       | + 17,8 %                                     | Censo venezolano de 1981                     |
| 12.º                                                         | 1990                                         | 84 564                                       | + 49,1 %                                     | Censo venezolano de 1990                     |
| SIGLO XXI                                                    |                                              |                                              |                                              |                                              |
| 13.º                                                         | 2001                                         | 97 987                                       | + 15,9 %                                     | Censo venezolano de 2001                     |
| 14.º                                                         | 2011                                         | 165 525                                      | + 68,9 %                                     | Censo venezolano de 2011                     |
| Sin cambios                                                  | 2021                                         | 214 949                                      | + 29,8 %                                     | Estimaciones del INE                         |
| Fuente: Instituto Nacional de Estadística de Venezuela (INE) |                                              |                                              |                                              |                                              |

La población de la región paso de solo 5766 habitantes en 1873 a 33 648 en 1950 cuando todavía era un territorio federal. A inicios de 1990 cuando se preparaba para convertirse en un estado de Venezuela alcazaba 84 564 pobladores, siendo la población estimada para 2023 de 196 960 personas.
En el estado habita la mayor parte de la etnia warao. Según el censo de comunidades indígenas del INE, había unos 26 080 indígenas, ante todo waraos, en el estado para el 2001. La etnia warao mantiene su idioma, aunque el bilingüismo se hace más extenso.

### Idiomas
Según el artículo 13 de la constitución del Estado Delta Amacuro de 2015 el idioma oficial del Estado es el Castellano pero en reconocimiento de la condición multiétcnica y pluricultural de la región, los idiomas indígenas del estado también son oficiales, destacando en este artículo el uso fundamental de la lengua Warao.
Según el artículo 14 del mismo texto legal la educación en el estado se impartira en idioma castellano, pero en las comunidades indígenas se acompañara con el respectivo idioma local tomando en cuenta a los educadores indígenas para garantizar una educación bilingüe.

### Hidrografía e islas
La región del Delta del Orinoco es atravesada por multitud de ríos y caños con numerosas islas entre las que se pueden citar Isla Barril, Isla Borojo, Isla Bongo
Isla Burojoida, Isla Baroco Sanuca, Isla Corosimo, Isla Capure, Isla Caneima, Isla Coboima, Isla Cocuina, Isla Curiapo, Isla Guasi Borujo, Isla Janejo, Isla Jebu Cebenoco, Isla Mánamo, Isla Mono, Burojo, Cotorra, Isla de Plata, Isla Tórtola, Isla Tucupita, Macareo, Manamito, Guara, Isla El Cidral o Isla Cangrejo, Isla El Barco, Isla Morocoto, Isla del Medio, Isla Guaranoco, Isla Las Islitas, Isla Misteriosa, Isla Noina, Isla Guasina, Isla Sacupana, Isla Tobejuba (Tobajuba), Isla Tobeima, Isla Corocoro, Isla de Cocuina, Isla de Pedernales, Isla Pagayos, Isla Caneima, Isla Remolinos e Isla Remediadora.

### Ríos principales
- Río Orinoco: uno de los ríos más importantes de América del Sur, cuyo nombre proviene del otomaco Orinucu. En el Delta Amacuro el río alcanza 200 km de largo, y desemboca en el golfo de Paria y el Atlántico, formando un gran delta ramificado en cientos de ramales denominados caños, que cubren una zona de selva húmeda y bosques pantanosos de entre 22 500 y 41 000 km² y alcanza 370 km de diámetro en su punto más ancho. En la temporada de lluvias, el Orinoco puede aumentar hasta una anchura de 22 km y una profundidad de 100 m. La región de llanuras aluviales al norte del río, cuya altitud no supera los 100 m s. n. m, se inunda en esa época, dejando el resto del año terrenos cuya vegetación es de pastizales intertropicales de sabana.
- Río Barima: desemboca directamente en el océano Atlántico, en la boca grande del río Orinoco en Venezuela, y por eso a veces se considera parte de la cuenca del Orinoco.
- Río Yocoima: río corto con un curso fluvial de aproximadamente 75 km de recorrido longitudinal, localizado en los municipios Piar y Caroní al norte del estado Bolívar, donde forma la frontera septentrional de esta entidad federal con el Delta Amacuro.

### Clima
Su clima se ve afectado por la cercanía a la costa y los ríos que lo atraviesan, siendo mayormente tropical lluvioso en la zona continental o interna pero de sabana al acercarse a la costa. Toda la región posee fuertes precipitaciones la mayor parte del año, pero disminuyen en la parte oeste del estado.

### División político-administrativa
El estado Delta Amacuro está compuesto de cuatro Municipios Autónomos:
| Municipio            | Superficie    | Población    | Densidad      | Capital        |
| -------------------- | ------------- | ------------ | ------------- | -------------- |
| Antonio Díaz         | 22 746,49 km² | 26 655 hab.  | 1,17 hab/km²  | Curiapo        |
| Casacoima            | 2 920,69 km²  | 31 691 hab.  | 10,12 hab/km² | Sierra Imataca |
| Pedernales           | 2490 km²      | 8082 hab.    | 3,24 hab/km²  | Pedernales     |
| Tucupita             | 10 996 km²    | 130 532 hab. | 11,87 hab/km² | Tucupita       |
| Estado Delta Amacuro | 40 200 km²    | 196 960 hab. | 4,65 hab/km²  | Tucupita       |

El estado Delta Amacuro está dividido en 20 Parroquias Civiles:
| Municipio    | Parroquia                      | Supercifie | Población   | Capital                |
| ------------ | ------------------------------ | ---------- | ----------- | ---------------------- |
| Antonio Díaz | Aniceto Lugo                   | 6614 km²   | 2449 hab.   | Boca de Cuyubini       |
| Antonio Díaz | Curiapo                        | 5463 km²   | 6232 hab.   | Curiapo                |
| Antonio Díaz | Almirante Luis Brión           | 3582 km²   | 1410 hab.   | Manoa                  |
| Antonio Díaz | Manuel Renaud                  | 2168 km²   | 6109 hab.   | Araguaibisi            |
| Antonio Díaz | Padre Barral                   | 1604 km²   | 8619 hab.   | San Francisco de Guayo |
| Antonio Díaz | Santos de Abelgas              | 2111 km²   | 1836 hab.   | Araguaimujo            |
| Casacoima    | Imataca                        | 870,5 km²  | 7 955 hab   | Sierra Imataca         |
| Casacoima    | Juan Bautista Arismendi        | 700 km²    | 3490 hab.   | Piacoa                 |
| Casacoima    | Manuel Piar                    | 146,6 km²  | 17 492 hab. | El Triunfo             |
| Casacoima    | Rómulo Gallegos                | 775,7 km²  | 2744 hab    | Santa Catalina         |
| Pedernales   | Pedernales                     | 1264 km²   | 5874 hab.   | Pedernales             |
| Pedernales   | Luis Beltrán Prieto Figueroa   | 1226 km²   | 2208 hab.   | Capure                 |
| Tucupita     | José Vidal Marcano             | 1270 km²   | 21 542 hab. | Hacienda del Medio     |
| Tucupita     | Juan Millán                    | 7011 km²   | 14 719 hab. | Carapal de Guara       |
| Tucupita     | Leonardo Ruiz Pineda           | 171,7 km²  | 24 900 hab. | Leonardo Ruiz Pineda   |
| Tucupita     | Mariscal Antonio José de Sucre | 74,5 km²   | 14 909 hab. | Paloma                 |
| Tucupita     | Monseñor Argimiro García       | 286,3 km²  | 18 159 hab. | Delfín Mendoza         |
| Tucupita     | San José                       | 15,76 km²  | 8 319 hab.  | Centro de Tucupita     |
| Tucupita     | San Rafael                     | 789 km²    | 18 260 hab. | San Rafael             |
| Tucupita     | Virgen del Valle               | 2273 km²   | 9724 hab.   | La Horqueta            |

## Economía

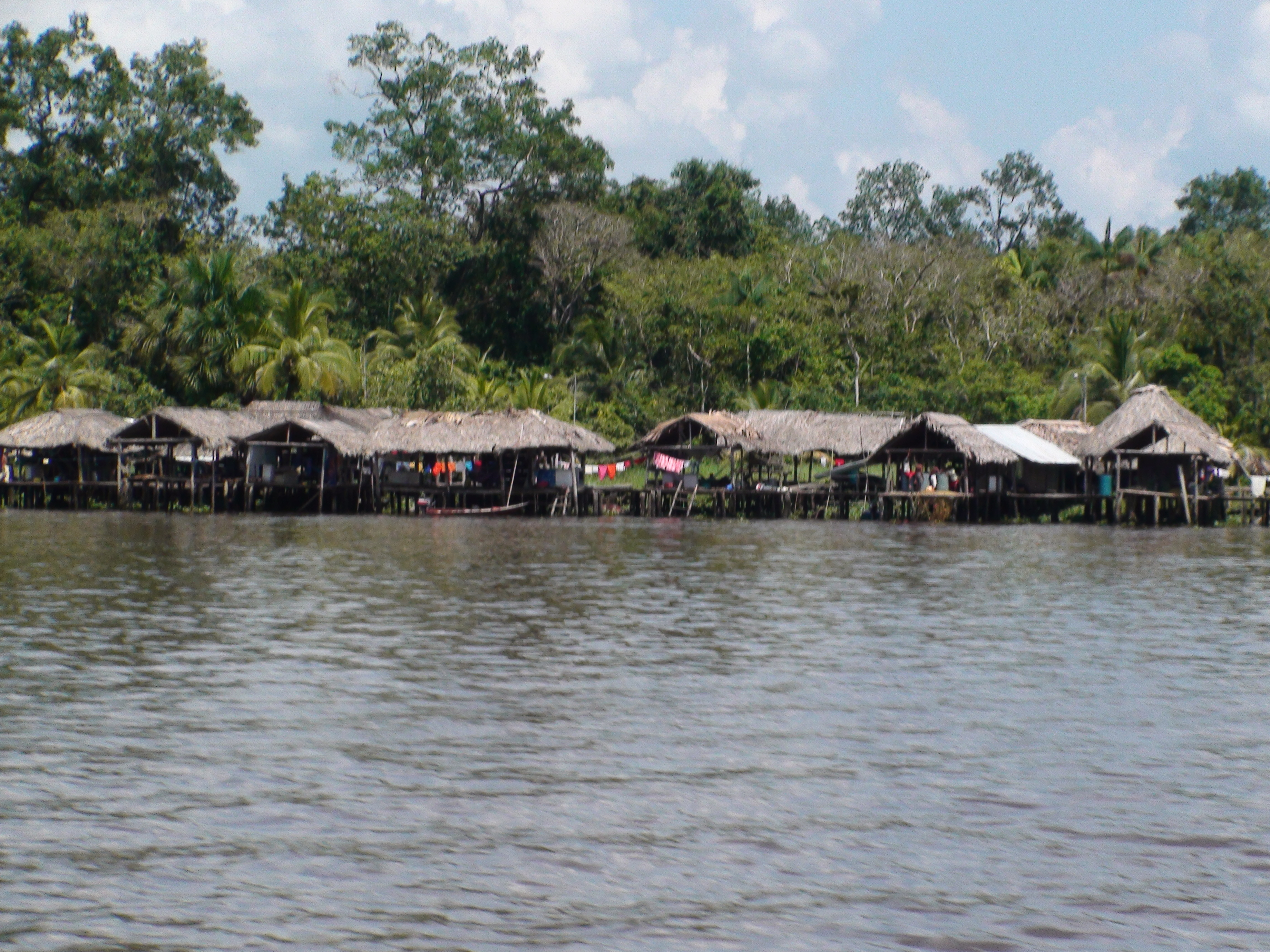
Delta del Orinoco.

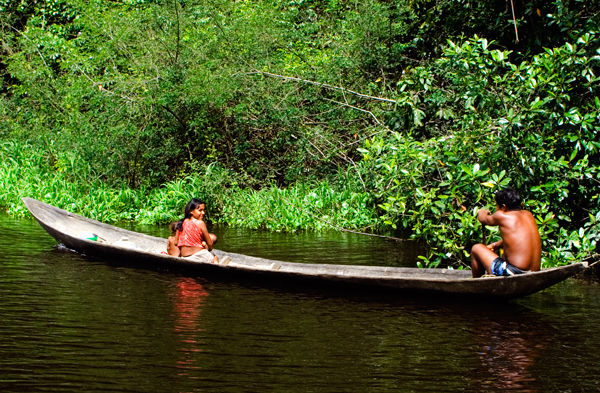
Indígenas warao.

Las principales actividades económicas del estado Delta Amacuro son la pesca, el ganado y las actividades relacionadas con la explotación y refinación del petróleo. También se apoya en una incipiente industria del turismo que se ve beneficiada por las diversas bellezas naturales de la región.

### Recursos económicos
- Productos recursos de agrícola : Arroz, Berenjenas, Coco, Maíz, Plátano, Plamito, Piña y Yuca.
- Productos Agropecuarios : Aves, Bovino, Ganado, Porcino.
- Recursos energético : Gas natural y Sus derivados. Petróleo y sus derivados.  Productos recursos Industriales: Gas natural y Sus derivados, Productos refinados del petróleo.
- Recursos Forestales: Cuajo, Mangle, Moriche, Seje y Yagrumo.
- Productos recursos Industriales: Gas natural y Sus derivados, Productos refinados del petróleo
- Recursos minerales : Oro y Turba.

### Turismo

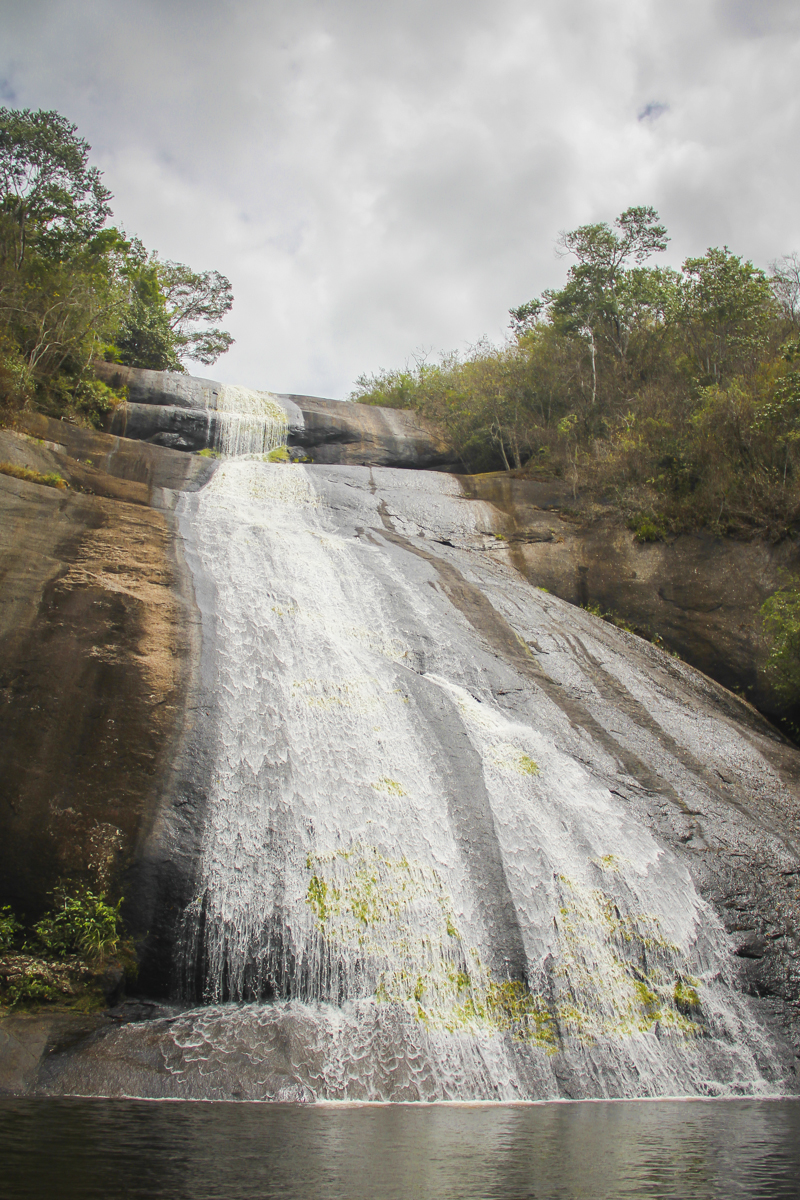
Salto El Mono en la sierra de Imataca.

El Estado Delta Amacuro destaca por sus paisajes naturales, ríos, islas y caños, su selva tropical y variedad de animales que se pueden observar en su hábitat natural.

#### Patrimonios Naturales
- Caño Araguaimujo.
- Caño Macareo.
- Caño Manamo.
- Islas Guaisina y Sacupana.
- Parque nacional Delta del Orinoco-Mariusa.
- Saltos de Toro y Acoima.
- El Salto de Casacoima: se halla en la jurisdicción del caserío Piacoa, en la Sierra Imataca. Desde lejos puede admirarse pues destaca entre el verde follaje de la montaña.

#### Patrimonios edificados

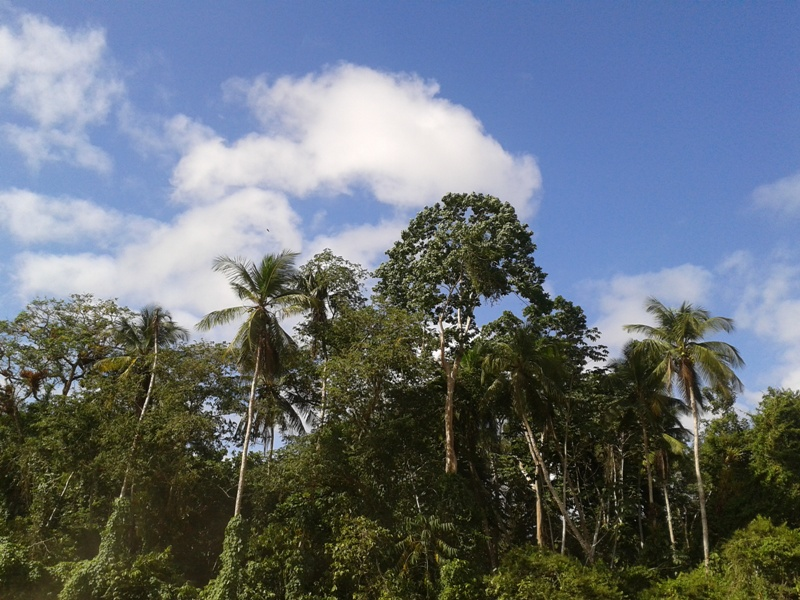
Selva tropical.

- El fortín de San Francisco de Asís.[10]
- El Padrastro o San Diego.
- Los Castillos de Guayana.
- Racherias Indígenas.
- Paseo Malecón Manamo.

## Cultura indígena

### Gastronomía
El estado Delta Amacuro al albergar etnias indígenas, la cocina típica está relacionada con la caza y pesca de animales, además del cultivo de alimentos, principalmente tubérculos como papa, ocumo y yuca.
Entre los platos más destacados está el Sancocho de pescado. Entre los pescados que se consumen está el Lau Lau, Busco Salado, entre otros. 
La etnia warao prepara pan Sarao o Yuruma, que se elabora con harina de la palma de moriche.

## Deportes profesionales
En el estado se practican diversas disciplinas deportivas. Entre las instalaciones que están bajo la administración del Instituto Regional de Deportes del Estado Delta Amacuro podemos citar:
- Polideportivo del municipio Tucupita (polideportivo Pinto Salinas), apto para Atletismo y fútbol.[11]
- Estadio Isaías Látigo Chávez de Tucupita (también llamado estadio 23 de Enero), apto para béisbol y sede de Waraos de Delta Amacuro.[12]
- Estadio Efraín Zapata, apto para béisbol, ubicado en Tucupita.
- Estadio Pedro Elías Montero, ubicado en Tucupita.
- Estadio Los Cocos.
- Estadio Santa Marta de Cocuina.
- Estadio Los Bravos, ubicado en El Triunfo.

## Política y gobierno
Es un estado autónomo e igual en lo político al resto de la Federación, organiza su administración y sus Poderes Públicos por medio de la Constitución del Estado Delta Amacuro, dictada por el Consejo Legislativo.

### Poder ejecutivo
Está compuesto por el gobernador del estado Delta Amacuro y un grupo de Secretarios Estadales que son nombrados por él y le sirven como asistentes en la gestión del Gobierno. El gobernador es elegido por el pueblo mediante voto directo y secreto para un período de cuatro años con posibilidad a reelección, y es el encargado principal de la administración estatal.
Desde la creación como Estado Federal por ley especial en 1992 el estado Delta Amacuro ha elegido sus gobernadores en elecciones directas. La actual gobernadora es Loa Tamaronis, perteneciente al Partido Socialista Unido de Venezuela (PSUV), electa para el periodo 2025-2029.

### Poder legislativo
La legislatura del estado recae sobre el Consejo Legislativo del Estado Delta Amacuro unicameral, cuyos legisladores son elegidos por el pueblo mediante voto directo y secreto cada cuatro años, pudiendo ser reelegidos por dos períodos consecutivos, bajo un sistema de representación proporcional de la población del estado y sus municipios. El estado cuenta con 7 diputados, y los 7 pertenecen al oficialismo.

### Policía
El estado Delta Amacuro como las otras 23 entidades federales de Venezuela tiene su propio cuerpo policía llamado Policía del estado Delta Amacuro, cuya comandancia general se encuentra en la ciudad de Tucupita. El Cuerpo policial es respaldado y complementado por la Policía Nacional y la Guardia nacional de Venezuela.

## Himno
CORO
Amacuro, jirón de la Patria,
del progreso estandarte y blasón,
en tu Delta germina la fibra
que dará más firmeza y unión.
I
Tus campiñas y ríos hermosos
del progreso generan la acción;
es inmenso y es fértil tu suelo
que estremece de grande emoción.
II
En tu cielo fulgura la estrella
de la noble y heroica deidad;
sitio honroso y trabajo fecundo
tendrás siempre con gran libertad.
III
Tu pujanza y denuedo es lección
que se vierte grandiosa en la Historia,
y que aumenta los patrios anales
con el bello fulgor de la gloria.